# I Need Some Sleep
"I Need Some Sleep" is een nummer van de Amerikaanse band Eels. Het nummer werd geschreven voor de film Shrek 2 in 2004. Het nummer werd uitgebracht op het album Shrek 2: Motion picture soundtrack.

## Achtergrond
Het nummer is geschreven en geproduceerd door frontman van Eels E. Het nummer was geen internationaal succes en had geen hitnoteringen. In de film wordt het nummer afgespeeld in een scène nadat Fiona en Shrek ruzie hebben gehad en Shrek wakker ligt in de nacht. Hier ontdekt hij dankzij het dagboek van Fiona dat zij vroeger niet droomde van ogers, maar van Prince Charming. Het lied stond in de schaduw van Accidentally in Love van Counting Crows, ook geschreven voor het album; dat nummer behaalde meerdere hitlijsten en werd genomineerd voor een Oscar, Grammy en Golden Globe.